# Biobrandstof uit algen

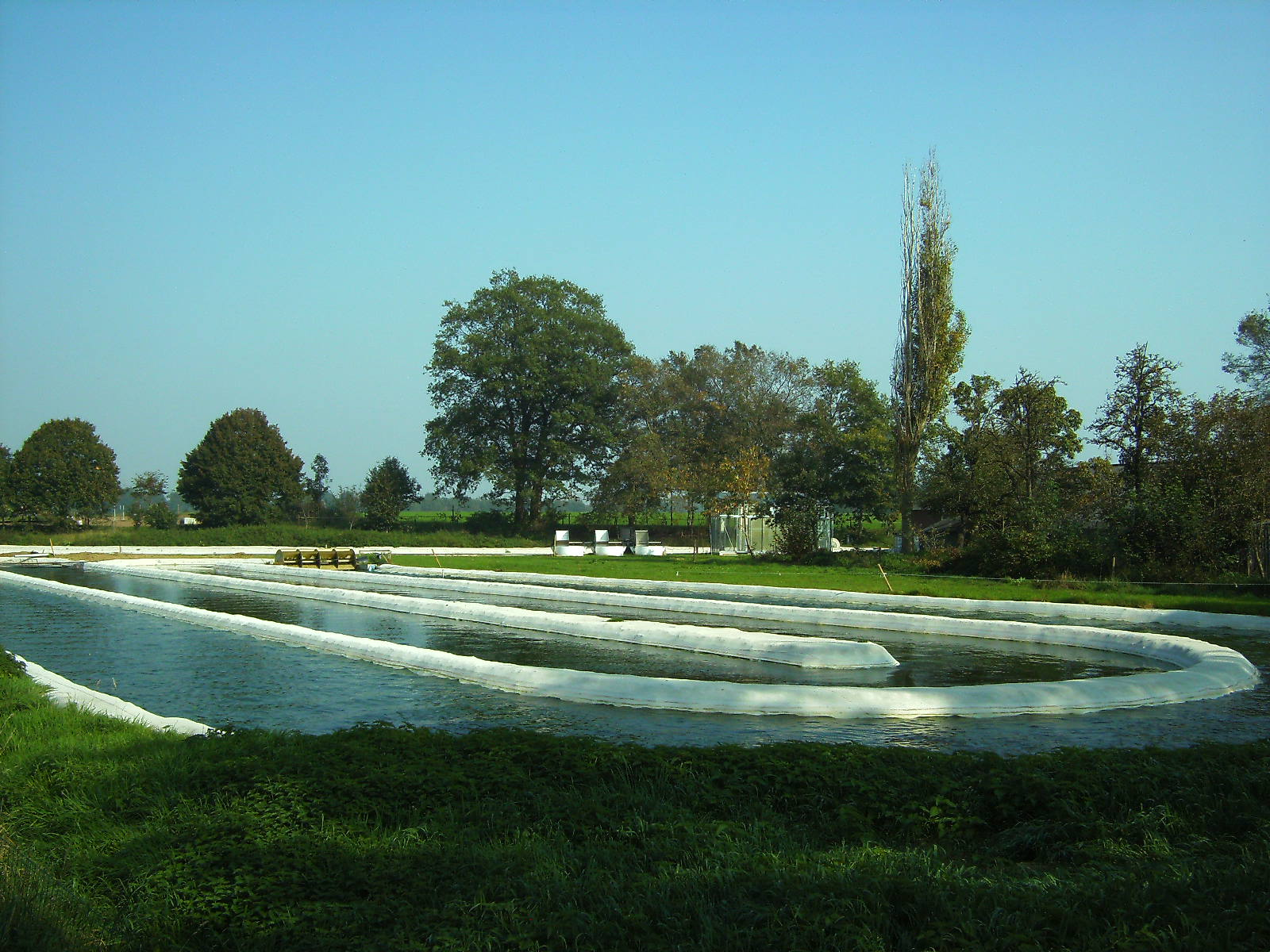
Microalgenkwekerij met open systeem bij Borculo

Biobrandstof uit algen (soms ook wel algendiesel genoemd) is een vorm van biobrandstof die uit gekweekte algen gewonnen wordt. Biobrandstof uit algen wordt vaak beschouwd als de derde generatie biobrandstof.

## De kweek van algen
Wereldwijd worden verschillende soorten algen gekweekt; meestal voor de levensmiddelenindustrie of verwerking in cosmetica. Deze kweek van algen wordt algencultuur genoemd. Voor het gebruik als biobrandstof zijn met name de eencellige algen (microalgen) interessant; de meeste microalgen hebben een grootte van 3 tot 50 µm. Macroalgen zijn minder geschikt.
Microalgen groeien relatief snel en algen verdubbelen zich tussen de 1 x per week tot 4 x per dag. De kweek van algen is zeer intensief en op een relatief kleine oppervlakte kan een hoge opbrengst gerealiseerd worden. Er zijn twee gangbare manieren voor het kweken van algen: in open systemen of in gesloten, doorzichtige buizensystemen. Beide manieren hebben voor- en nadelen.
In de industrie worden tientallen soorten algen gebruikt voor het maken van biobrandstoffen. Enkele geschikte algensoorten voor het maken van biobrandstof zijn bijvoorbeeld Chlorella, Botryococcus, Gracilaria en Sargassum.
Veel van deze soorten worden al gekweekt voor gebruik in de cosmetica-industrie, als diervoeder en voor de winning van omega 3-vetzuren.

## Biobrandstof
Uit de algen worden lipiden gewonnen, die als grondstof gebruikt worden voor de productie van biodiesel. Algen met een hoge concentratie lipiden zijn de meest geschikte algen voor biobrandstofproductie.
Een efficiënte methode voor het extraheren van lipiden uit microalgen en omzetten tot methylesters (biodiesel) is directe transesterificatie.
Een hectare groene algen kan jaarlijks zo'n vijftien tot twintig ton biodiesel produceren. Het Amerikaanse ministerie van energie heeft ingeschat, dat een oppervlakte van zo'n 24.140 km2 voldoende is om het gebruik van aardolie in de Verenigde Staten te vervangen door biobrandstof uit algen.

## Projecten
Biobrandstof uit algen wordt nog maar op beperkte schaal gebruikt. Er wordt wel veel onderzoek gedaan en geëxperimenteerd met betrekking tot de productie.
In Turkije is op vrijdag 7 januari 2022 de eerste en enige koolstofnegatieve bioraffinaderij van Europa geopend. In de faciliteit in Istanbul worden diverse producten geproduceerd, waaronder kerosine uit algen.
Op een boerderij in het Friese dorp Hallum werd in 2007 een demonstratieproject gestart waarbij biodiesel in een gesloten systeem zou worden geproduceerd.
Deze algenboerderij is na enkele jaren experimenteren overgestapt op de productie van algen voor veevoeder omdat zowel de financiële- als de energiebalans van algenkweek ten behoeve van biodiesel niet haalbaar bleek. Algen voor biodiesel kweken is (nog) niet rendabel.
Op 24 mei 2008 kondigde de KLM aan dat zij samen met een bedrijf uit Roosendaal een onderzoeksproject heeft opgezet dat kerosine gaat maken uit algen.
17 juni 2011 is het zogenoemde AlgaePARC van de Wageningse universiteit geopend. Op deze onderzoeksfaciliteit wordt de productie van microalgen onderzocht. Uit deze algen kunnen grondstoffen voor biodiesel, veevoer en de chemische industrie gewonnen worden. In het algenpark bestudeert men verschillende productiesystemen voor algen. Hierdoor wordt vergelijking van de productie-, energie-, water- en nutriëntbehoefte mogelijk tussen verschillende systemen. Doel is te komen tot grootschaliger, efficiënter, goedkoper en duurzamer productiesystemen van algen. Om dit te bereiken heeft de universiteit met de participatie van 18 bedrijven dit onderzoeksprogramma opgezet.
https://turksemedia.nl/turkije-opent-europas-eerste-en-enige-koolstofnegatieve-bioraffinaderij/

## Voordelen
Deze vorm van biobrandstof heeft als voordeel dat hij niet concurreert met voedsel of ander gebruik van planten. Alle biobrandstoffen hebben als voordeel ten opzichte van fossiele brandstoffen dat ze netto veel minder CO2 uitstoot veroorzaken.

## Nadelen
Een nadeel van de productie van biobrandstof uit algen is dat het duur is vergeleken met andere energiebronnen. Een ton consumptie-algen kost ongeveer 5000 dollar. Daarnaast is de kweek van algen zeer arbeidsintensief en is veel onderhoud aan de installaties noodzakelijk.
Het gebruik van algendiesel als brandstof leidt net als bij gewone diesel tot uitstoot van stoffen als fijnstof en stikstofoxiden, wat negatieve gevolgen kan hebben voor de menselijke gezondheid (met name kan leiden tot ademhalingsproblemen).